# ماجد عوض
ماجد عوض، لاعب كرة قدم كويتي سابق.
بدأ مسيرته الكروية مع نادي الشباب الكويتي، وفي مارس 2008 انتقل إلى نادي التضامن الكويتي.